# Козырева, Марьяна Львовна
Марьяна Львовна Козырева (урожденная Гордон) (6 июля 1928, Ирбит или 12 декабря 1929, Петергоф — 16 мая 2004, Санкт-Петербург) — советский и российский театральный художник, писательница, поэтесса.

## Биография
Родилась в семье Льва Гордона и Маргариты Тумповской.
После повторного ареста отца и ареста матери в 1933 году жила у знакомых и родственников. В 1935 после освобождения родителей переехала с ними на станцию Верблюд (Ростовская область).
Во время Великой Отечественной войны при подходе немцев к Ростову, вместе с родителями эвакуировалась в Андижан. Там умерла её мать. С осени 1942 года Марьяна работала библиотекарем в сельской школе, в 1944 году вместе с отцом вернулась на станцию Верблюд и продолжила учебу в школе, летом 1945 года работала на селекционной станции. 
Осенью 1945 года с отцом переехала в Ленинград, где в 1946 году поступила на работу в Публичную библиотеку, в 1947 году уволилась оттуда в связи с учебой. После очередного ареста отца в 1949 году осталась без жилья и переехала к Н. В. Варбанец.
В 1954 году окончила театрально-декоративный факультет Ленинградского художественно-педагогического техникума. По распределению уехала в Вологду, где работала декоратором в театре. В конце 1955 года вернулась в Ленинград. 
В 1956 году вышла замуж за Алексея Александровича Козырева (1916—1989), бывшего узника ГУЛАГа.
Работала как художник-оформитель в Ленинградском цирке, в Театре им. Ленинского комсомола, в БДТ, в 1966—68 годах на телевидении. 
Стала писать прозу, стихи, пьесы. В 1970-е годы написала пьесу «Окно и дождь. Хроника одного часа», повести «Девочка перед дверью» (печатались в самиздатских журналах «37» и «Часы», в эмигрантском журнале «Эхо») и «Синие горы на горизонте», роман «Неделимые». Была членом «Клуба–81». Чтобы иметь больше свободного времени, уволилась из театра, работала в котельной, была стрелком ВОХР. В 1970-е годы в квартире Козыревых собирались поэты, писатели, художники, устраивались квартирные выставки, проводились литературные чтения. 
В 1990-е годы написала повести «Пантелеимон», «Ну, цирк!», «Экспонат», цикл очерков «Портреты», выпустила сборник рассказов «Жизни Подателю», книгу стихов «Голоса любимых». Её произведения печатались в журналах «Звезда», «Мера», «Сумерки».
В 1991 году опубликовала в журнале «Сумерки» сказку «Про Ваську Немешаева — питерского вора», записанную со слов отца, Л. С. Гордона, слышавшего ее от уголовников в лагере. В 1995 по этой сказке венгерский кинорежиссер П. Готар снял фильм, признанный в 1996 году лучшим венгерским фильмом.
Похоронена на Смоленском православном кладбище.